# Лео Клейн Ґеббінк
Лео Клейн Ґеббінк (нід. Leo Klein Gebbink, 9 січня 1968) — нідерландський хокеїст на траві.
Олімпійський чемпіон 1996 року, учасник 1992 року.
Чемпіон світу 1998 року, срібний призер 1994 року.
Бронзовий призер Трофею чемпіонів 1993 року.